# Rezerwat przyrody Romanka
Rezerwat przyrody Romanka – leśny rezerwat przyrody w Żywieckim Parku Krajobrazowym, utworzony w 1963 roku dla zachowania pierwotnego fragmentu dawnej Puszczy Karpackiej – boru świerkowego regla górnego w rejonie szczytu Romanki. Obszar rezerwatu podlega ochronie czynnej.
Rezerwat obejmuje podszczytowe partie Romanki (wysokości od 1030 m n.p.m. do 1366 m n.p.m.). Powierzchnia rezerwatu wynosi 124,5 ha (od 2005 roku) – wcześniej 98,45 ha.
Najważniejszym składnikiem roślinności rezerwatu są okazy świerków w wieku 150–200 lat. Są one ugałęzione prawie od ziemi. Towarzyszą im paprocie wysokości ponad 1,5 metra. W niższych partiach rezerwatu pojawiają się fragmenty drzewostanów bukowych i jodłowych w postaci skarłowaciałych drzew.